# Haunted (álbum)
Haunted es el primer álbum de estudio del grupo Six Feet Under. Fue Lanzado el 1 de septiembre de 1995.

## Track list
1. "The Enemy Inside" - 4:17
2. "Silent Violence" - 3:33
3. "Lycanthropy" - 4:41
4. "Still Alive" - 4:04
5. "Beneath a Black Sky" - 2:50
6. "Human Target" - 3:30
7. "Remains of You" - 3:22
8. "Suffering in Ecstasy" - 2:44
9. "Tomorrow's Victim" - 3:34
10. "Torn to the Bone" - 2:46
11. "Haunted" - 3:10

- Datos: Q1930299